# Poul Kjær Poulsen
Poul Kjær Poulsen, danski rokometaš, * 16. maj 1952, Bredstrup.
Leta 1980 je na poletnih olimpijskih igrah v Moskvi v sestavi danske rokometne reprezentance osvojil 9. mesto.